# Imi Giese
Imi Giese (Pseudonym für Rainer Giese; * 1942 in Neheim-Hüsten; † 1974 in Düsseldorf) war ein deutscher Maler und Bildhauer des Minimalismus.

## Leben und Werk
Giese studierte gemeinsam mit Klaus Wolf Knoebel an der Werkkunstschule Darmstadt. 1964 wechselten die Künstler, die sich bei gemeinsamen Auftritten „Imi und Imi“ („Ich mit Ihm“) nannten, an die Staatliche Kunstakademie Düsseldorf, wo sie zunächst die Gebrauchsgrafik-Klasse von Walter Breker besuchten. Dort lernte Imi Giese eine Studentin, die er später heiratete, kennen, Tita Giese. Imi Giese und Imi Knoebel wurden Freunde des Studenten Blinky Palermo, der bereits seit 1962 die Beuys-Klasse in der Kunstakademie besuchte, und konnten 1965 in die (ersehnte) Klasse von Joseph Beuys wechseln.
1966 bis 1969 bezogen Imi Giese und Imi Knoebel als Atelier den inzwischen legendären Raum 19 der Beuys-Klasse an der Akademie, wo sich in gegenseitigem künstlerischen Austausch ihre gemeinsame IMI-Identität herausbildete. Zusammen mit Palermo und Katharina Sieverding entwickelten sie eine minimalistische und konzeptuelle Position, die in vielem der Ästhetik ihres Lehrers Beuys entgegenlief, jedoch zeitgleich mit den internationalen Vertretern der Minimal Art korrespondierte. In Raum 19 entstand als Installation in Zusammenarbeit mit Knoebel der Hartfaserraum, ein modifizierbares Ensemble mit Hartfaserelementen, als „Symbiose aus Atelier, Depot und Ausstellungsraum“.
Knoebel behielt den gemeinsam gewählten Vornamen „Imi“ bei, auch nachdem sein Freund Giese 1974 durch Suizid gestorben war.
Gelegentlich werden Werke des Künstlers im Auktionshandel verkauft.

## Ausstellungen
- 1968: IMI + IMI, Charlottenburg, Kopenhagen
- 1993: Imi Giese, Kunstverein München (anschließend Kunsthalle Zürich; Neue Galerie am Landesmuseum Joanneum, Graz)
- 1999 Imi Giese, Jörg Immendorff, Imi Knoebel, Palermo, Katharina Sieverding, Kunstverein Braunschweig
- 2010: Minimalism Germany 1960s, Daimler Contemporain, Berlin